# Arginin
Az arginin (rövidítve: Arg vagy R) egy α-aminosav. Az L változat egyike a 20 DNS-ben kódolt aminosavnak. A mRNS CGU, CGC, CGA, CGG, AGA, és AGG bázishármasai kódolják.
Az arginint először egy svájci vegyész, Ernst Schultze izolálta 1886-ban. Először a csillagfürt nevű növényből sikerült kimutatni.
Az arginin név eredete nem világos. Egyes feltételezések szerint a latin argentum (ezüst) szóból ered, mivel ezüstsókkal jellegzetes vegyületeket alkot. Más vélemény szerint a név eredete a görög argosz (ἀργος: fénylő, ragyogó) szó.

## Szerkezete
Az arginin oldallánca 3 szénatomos alifás lánc, melynek disztális végéhez egy guanidinium csoport kapcsolódik.
A guanidinium csoport pKa értéke 12,48, ezért savas, semleges, sőt még a legtöbb lúgos közegben is pozitív töltésű, így az argininnek bázikus tulajdonságot kölcsönöz. A kettős kötés és a nitrogénatom nemkötő elektronpárja közötti konjugáció miatt a pozitív töltés delokalizálódik, ami több hidrogénkötés kialakulását teszi lehetővé.

## Szerepe a szervezetben
Az arginin legfontosabb szerepét a karbamidciklusban játssza. A karbamidciklus nélkül nem létezik élet. A ciklus lényege az ornitin → citrullin(en) → arginin → ornitin kör. Az utolsó lépésben két molekula karbamid keletkezik, ami a vizelettel távozik. A folyamatot az argináz(en) enzim katalizálja. A szervezet így szabadul meg a felesleges nitrogén 86%-ától.
Az arginin nem esszenciális aminosav, mert a szervezet az ornitint glutaminsavból is elő tudja állítani, és a karbamidciklus során arginin (is) keletkezik, de az ornitin előállítása glutaminsavból lassú folyamat. Ha a szervezetben gyors fehérjeszintézis folyik (pl. terhesség vagy növekedés miatt), szükség van a táplálékkal bevitt argininre. Ezért az arginin szemiesszenciális aminosav.
A citrullin → arginin átalakuláshoz aszparaginsavra van szükség, mely a citromsavciklus során keletkezik. Ez a tény összekapcsolja a karbamid- és citromsavciklust egymással.
Az arginin → ornitin átalakulás a karbamidciklusban leírttól eltérő módon is végbemehet. Az argininből és glicinből transzamidináz enzim hatására (az ornitin mellett) guanidino-acetát(en) keletkezik (karbamid helyett), mely kreatinná, abból kreatin-foszfáttá majd kreatininná(en) alakul.
Az utóbbi két vegyület a szövetek (legnagyobb mennyiségben az izom) energiaellátásában játszik fontos szerepet, és gyakran használják őket laboratóriumi vizsgálatokban a veseműködés ellenőrzésére.
A szervezet bizonyos szöveteiben az arginin két lépésben citrullinná alakul, miközben nitrogén-monoxid keletkezik, mely fontos szerepet játszik többek között az idegrendszerben, valamint az érfal simaizmainak elernyesztésében és ezáltal a vérnyomás csökkentésében.